# Szugaszava Juika
Szugaszava Juika (菅澤 優衣香; Hepburn: Sugasawa Yuika) (Csiba, 1990. október 5. –) japán válogatott labdarúgó.

## Klub
A labdarúgást az Albirex Niigata csapatában kezdte. 2008 és 2012 között az Albirex Niigata csapatában játszott. 60 bajnoki mérkőzésen lépett pályára és 点 gólt szerzett. 2013-ban a JEF United Chiba csapatához szerződött. 79 bajnoki mérkőzésen lépett pályára és 44 gólt szerzett. 2017-ben a Urawa Reds csapatához szerződött.

## Nemzeti válogatott
A japán U20-as válogatott tagjaként részt vett a 2010-es U20-as világbajnokságon.
2010-ben debütált a japán válogatottban. A japán válogatott tagjaként részt vett a 2015-ös világbajnokságon. A japán válogatottban 60 mérkőzést játszott.

## Statisztika
| Japán válogatott | Japán válogatott | Japán válogatott |
| Időszak          | Mérk.            | gól              |
| ---------------- | ---------------- | ---------------- |
| 2010             | 6                | 0                |
| 2011             | 0                | 0                |
| 2012             | 4                | 2                |
| 2013             | 2                | 0                |
| 2014             | 12               | 6                |
| 2015             | 14               | 2                |
| 2016             | 1                | 0                |
| 2017             | 4                | 1                |
| 2018             | 17               | 6                |
| Összesen         | 60               | 17               |

## Sikerei, díjai
Japán válogatott
- Világbajnokság:  Ezüst; 2015
- Ázsia-kupa:  Arany; 2014, 2018,  Bronz; 2010

Egyéni
- Az év Japán csapatában: 2014, 2015, 2018